# Амир, Лариса
Лариса Амир (ивр. לריסה עמיר‎) — жена Игаля Амира. Ранее носила фамилию Трембовлер. Израильская писательница и политический деятель, репатриантка из СССР, историк, доктор философских наук.  Лидер партии «Правосудие» (Мишпат-цедек, ивр. משפט צדק‎) с 2019 года.

## Биография
Родилась в 1966 году. Окончила московскую школу № 57. Окончила биолого-почвенный факультет МГУ.
Эмигрировала в Израиль с мужем Вениамином (Биньямином) Винниковым в 1989 году.
Работала редактором курса в Открытом университете Израиля.
Регистратор партий и политических движений в МВД Израиля Эяль Глобус в 2019 году санкционировал регистрацию на имя Ларисы Амир партии «Правосудие», одной из целей которой является изменение «Закона Игаля Амира» — законодательства, блокирующего возможность освобождения её мужа Игаля Амира, отбывающего наказание за убийство премьер-министра Израиля Ицхака Рабина в 1995 году. ЦИК дисквалифицировала партию. Верховный суд Израиля отменил это решение избирательной комиссии. Партия «Правосудие» участвовала в парламентских выборах 2020 и 2021 года.

## Произведения
В 1999 году опубликовала в соавторстве с мужем Вениамином Ванниковым роман «Зеркало для принца».

## Личная жизнь
Первый супруг — Вениамин (Биньямин) Ванников (ивр. בנימין ווניקוב‎), развелась в 2003 году. Имеет четверых детей от этого брака.
Познакомилась с Игалем Амиром по переписке, посещала его в тюрьме. В январе 2004 года подала заявление о вступлении в брак с Игалем Амиром, который с 2003 года содержался в крыле одиночного заключения в тюрьме Аялон в городе Рамла. В апреле дело было передано в Окружной суд Тель-Авива. В августе Лариса и Игаль Амир вступили в брак по доверенности без присутствия раввина из Главного раввината Израиля. В июле 2005 года раввинский суд подтвердил брак. В 2006 году Игаль был переведён в тюрьму Римоним в городе Тель-Монд, генеральный прокурор Израиля Менахем Мазуз признал брак, супругам разрешили свидания, было одобрено прошение об экстракорпоральном оплодотворении. В конце 2006 года Игалю разрешили длительные свидания. 28 октября 2007 года Лариса Трембовлер родила сына. С разрешения Верховного суда, 4 ноября 2007 года в тюрьме проведена еврейская церемония обрезания (брит-мила), после которой сына назвали Йинон Элия Шалом.
Одна из дочерей Ларисы, Авиталь, в 2010 году вышла замуж за Амитая Амира — младшего брата Игаля Амира.
О браке Ларисы и Игаля Амир режиссёр Герц Франк снял свой последний документальный фильм «На пороге страха». После смерти Франка в 2013 году фильм завершила его соавтор, режиссёр Мария Кравченко. Премьера картины состоялась 9 декабря 2014 года на российском фестивале документального кино «Артдокфест» в Риге.